# La nature ne fait rien en vain
La nature ne fait rien en vain (en grec ancien : ἡ φύσις οὐδὲν ποιεῖ μάτην, en latin : natura nihil facit frustra) est un proverbe et une thèse physique et métaphysique issus des travaux du philosophe grec Aristote.

## Concept

### Téléologie locale et relative
L'enquête sur la nature est l'un des fils conducteurs de l’œuvre d'Aristote. La nature ne fait rien en vain parce qu'elle prend en compte les possibilités (ἐκ τῶν ἐνδεχομένων) qui définissent l'agencement des parties au sein de l'univers naturel. La nature opère selon un principe d'économie et ne donne à chacun que ce qui lui est utile pour se réaliser. Cela ne signifie pas toutefois que la nature atteint toujours sa fin, car un processus finalisé n'aboutit pas immanquablement.
Cette doctrine, finaliste, ne doit pas être comprise comme une téléologie cosmique. Aristote ne soutient pas que la nature fait toujours le meilleur cosmique, mais bien que la nature va dans le sens du meilleur à l'échelle des possibilités propres à chaque être. Pierre-Marie Morel écrit ainsi qu'« il s'agit donc d'une téléologie relative, locale, qui opère à l’échelle des êtres vivants ».

### Production naturelle et production divine
La nature n'est pas identifiée, chez Aristote, à une production divine ou surnaturelle. Elle est éternelle, et l'univers est incréé, éternel. Toutefois, de manière exceptionnelle dans le traité Du ciel, Aristote rapproche la production divine et la production naturelle en écrivant que « Dieu et la nature ne font rien en vain ». Selon Simplicius, il signifie que la nature fournit d'en bas une disposition qui a en vue une fin, que Dieu éclaire d'en haut.

### Occurrences
Il expose sa théorie de la nature dans divers ouvrages, de la Physique à la Métaphysique, en passant par Du mouvement des animaux. Dans le huitième chapitre de ce livre, Aristote écrit que « la nature ne fait rien en vain, mais toujours en visant pour chaque être le meilleur dans la limite des  possibilités, préservant la substance propre, c’est-à-dire l’essence même de chacun ». Dans les Parties des animaux, il écrit une variante : « la nature ne fait rien de superflu » (livre IV), ainsi que « la nature ne fait rien en vain, ni rien de superflu ». Le proverbe est présent dès le premier livre de la Politique,, où Aristote l'applique à la cité, qu'il considère comme étant au nombre des choses de la nature. La formulation habituelle de l'expression est « ἡ φύσις οὐδὲν ποιεῖ μάτην »

## Postérité

### Philosophies antiques et adaptation
La philosophie antique post-Aristote n'est pas étrangère à la thèse du Stagirite. Alexandre d'Aphrodise, commentateur d'Aristote, reprend la formulation au mot près dans son traité De l'âme. Les stoïciens réutilisent la thèse, mais en la modifiant pour l'appliquer plus précisément à leur cosmologie. Au premier siècle, Héron d'Alexandrie réutilise la phrase sans modification.

### Scolastique et divinisation de la nature
La scolastique et la théologie chrétienne ont mobilisé la thèse aristotélicienne pour y introduire un élément divin supplémentaire, qui n'était pas évident dans les écrits Aristote. Thomas d'Aquin écrit ainsi que « la nature, selon Dieu, ne fait rien d'inutile, et rien sans raison », dans la Conception générale de l'école chrétienne. En 1604, Pierre Crespet tient toujours la chose pour acquise, écrivant que « il n'y a si petit dialectiticien ou philosophe, qui ne tienne cela pour tout résolu, que Dieu & nature ne font rien en vain. Mais si les Athéistes ne veulent recognoitre Dieu, il faut qu'avec leur coryphée Pline, qu'ils recognoissent nature. Or nature donc ne fait rien en vain ». Jacques-Bénigne Bossuet accepte parfaitement la thèse, en écrivant dans le Traité de la connaissance de Dieu et de soi-même : « Aussi voyons-nous que les philosophes qui ont le mieux observé la nature nous ont donné pour maxime qu'elle ne fait rien en vain, et qu'elle va toujours à ses fins par les moyens les plus courts et les plus faciles ».

### Baruch Spinoza et la critique du finalisme
Baruch Spinoza se montre très critique, dans son Éthique, de la thèse aristotélicienne de la finalité de la nature. Il reprend le proverbe pour le critiquer, et écrit au sujet des soutiens de cette théorie que « tandis qu'ils cherchaient à démontrer que la Nature ne fait rien en vain (c'est-à-dire qui ne soit à l'usage des hommes), ils semblent surtout n'avoir rien prouvé d'autre que le fait que la Nature et les Dieux délirent aussi bien que les hommes [...] la Nature ne comporte aucune fin qui lui aurait été fixée antérieurement à elle-même [...] et toutes les causes finales ne sont rien d'autre que des fictions humaines ».

### Emmanuel Kant et la généralisation à l'espèce
Dans son Idée d'une histoire universelle d'un point de vue cosmopolitique, Emmanuel Kant soutient que, bien que la nature ne fasse rien en vain, c'est dans l'espèce humaine tout entière qu'elle se réalise, car les hommes pris individuellement sont trop éphémères pour permettre un développement entier. Il cite directement la maxime lorsqu'il écrit que « la nature a voulu que l'homme tire entièrement de lui même tout ce qui dépasse l'agencement mécanique de son existence animale, et qu'il ne participe à aucune autre félicité ou perfection que celle qu'il s'est créée lui-même, indépendamment de l'instinct par sa propre raison. En effet, la nature ne fait rien en vain, et elle n'est pas prodigue dans l'emploi des moyens pour atteindre ses buts ».
Dans un essai de 1864, Charles Pellarin critique précisément ce postulat, en écrivant : « Ce fondement [sur lequel Kant se base] n'est autre qu'un principe métaphysique, à savoir que la nature ne fait rien en vain, et que, comme les facultés humaines n'ont pas leur développement dans l'individu qui est éphémère, elles doivent l'avoir dans l'espèce qui est durable. Je n'ai pas besoin de dire à des esprits nourris des doctrines positives que nous ne savons en aucune façon si la nature veut ou ne veut pas quelque chose en vain. C'est une vue subjective indûment transportée dans le domaine objectif ».

## Critiques

### Critique scientifique
Les progrès de la science moderne permettent un abandon progressif de la thèse finaliste d'Aristote. Au XIXe siècle, la médecine n'utilise déjà plus ce principe dans ses analyses. Ainsi, en 1864, Georg Ernst Stahl écrit, dans ses Œuvres médico-philosophiques et pratiques : « Le petit nombre de ceux qui nient la chose se fondent de leur côté sur cet argument douteux d'abord et peu acceptable dans sa seconde partie : Dieu et la nature ne font rien en vain ».

### Critique philosophique
Durant ce même XIXe siècle, plusieurs philosophes s'attaquent à la téléologie de la nature et à la personnification de la nature. Il en est ainsi de l'école positiviste, qui considère nécessaire d'abattre la conception métaphysique de la nature en tant qu'abstraction personnifiée.